# L'Attaque de la diligence
L'Attaque de la diligence (en espagnol : Asalto al coche) est une peinture réalisée par Francisco de Goya pour la promenade des ducs d'Osuna en 1786-1787, pour la cinquième reconstitution du Parc El Capricho. Elle représente un groupe de voleurs assaillant une voiture de voyageurs. María Josefa Pimentel y Téllez-Girón, duchesse, était une femme cultivée et active dans les milieux des Lumières madrilènes. Pour la décoration de leur propriété, ils ont demandé à Goya une série de peintures de mœurs, similaires à celles des modèles pour tapis des demeures royales. Les tableaux ont été livrés à la famille de Osuna en 1787.

## Description du tableau
Comme le reste de la série, la toile prend pour motif une scène populaire. Le reste de la série comprend : Le Mât de cocagne, La Balançoire, La Chute, Procession de village, La Conduite d'une charrue et Apartado de toros.
Les différences entre ces modèles et les caricatures de la Fabrique royale de tapisseries sont importantes. Les proportions des personnages sont plus petites, ce qui souligne le caractère théâtral et rococo du paysage. L'introduction de scènes de violence ou de malheur est notable.
Mais la disposition des personnages, la composition et la palette de couleurs atténuent la violence du sujet. Les tons pastel, bleus et verdâtres du paysage rococo dominent, ce qui contraste paradoxalement avec la gravité de l'événement sanglant, qui est de toute façon marginalisé par le cadavre dans le coin inférieur gauche, tandis que la scène principale est consacrée à montrer le groupe de voleurs inspectant le butin. En outre, les personnages n'occupent que le tiers inférieur du tableau, les deux tiers restants étant consacrés au paysage susmentionné, fait de ciel limpide et de végétation luxuriante, presque comme un locus amoenus.
Quelques années plus tard, Goya reviendra sur le même thème, sous la forme d'une variation, avec Asalto de ladrones (« Attaque de voleurs » (1793-1794).